# Leptotrichus sinensis
Leptotrichus sinensis là một loài chân đều trong họ Porcellionidae. Loài này được Arcangeli miêu tả khoa học năm 1927.